# Colette Pechekhonova
Colette Pechekhonova es una modelo rusa.

## Primeros años
Pechekhonova nació el 12 de marzo de 1980 en Leningrado, actual San Petersburgo. Fue estudiante de ballet desde muy joven. Mientras estudiaba Medicina en la universidad, envió fotos suyas a varias agencias. El propietario de una de ellas, Cros Coitton, de la agencia parisina Nathalie Models, se fijó en su foto y la fichó casi de inmediato.

## Carrera
Pechekhonova debutó en el mundo de la moda en el desfile de Fendi de primavera/verano de 1999. Desfiló en un total de 40 pasarelas esa temporada, lo que la convirtió en un éxito internacional. Tras firmar con New York Model Management en 1999, desfiló en exclusiva para Calvin Klein. Su carrera continuó hasta que decidió retirarse en 2004.
Finalmente cambió de opinión y volvió a firmar con Nathalie Models en 2007. Se convirtió en una de las modelos favoritas de Bottega Veneta. Empezó a aparecer en numerosas editoriales, posando para revistas como I-D, Vogue y Velvet.
Desde su debut en 1998, también ha desfilado para Viktor & Rolf, Versace, Christian Dior, Louis Vuitton, Gucci, Alexander McQueen y Givenchy.
Pechekhonova entabló amistad con otras modelos como Anouck Lepere, Iris Strubegger y Eugenia Volodina. Está interesada en el tema del cine.